# كارمين رودريغيز (مبارزة بالسيف)
كارمين رودريغيز (بالإسبانية: Carmen Rodríguez)‏ هي مبارزة بالسيف غواتيمالية، ولدت في 15 يوليو 1972.

## وصلات خارجية
- كارمين رودريغيز على موقع أوليمبيديا (الإنجليزية)